# Mira Nair
Mira Nair (n. 15 de octubre de 1957) es una directora de cine nacida en la India.

## Biografía
Nació en Rourkela en 1957. Fue a la Universidad de Delhi para estudiar Sociología e Interpretación. A los 19 años obtuvo una beca en la Universidad de Harvard para estudiar Imagen y sonido.
En 1979 realizó su primera película, titulada Jama Masjid Street Journal. A partir de ahí llegarían una serie de obras basadas en su India natal, mezclando las costumbres occidentales con la cultura india.
Reside actualmente en Sudáfrica.

## Filmografía
- Queen of Katwe (2016)
- The Reluctant Fundamentalist (2012)
- Amelia (2009)
- Nueva York, te amo - "Kosher Vegetarian" (2008)
- Migración (2007)
- The Namesake (El buen nombre) (2006)
- Vanity Fair (2004)
- 11'09'01 (11'09'01) (episodio "India" - 2002)
- Histerical Blindness – film tv (2002)
- La boda del Monzón (2001)
- The Laughing Club of India – documentario (1999)
- My Own Country (1998) – film tv
- Kamasutra, una historia de amor (1996)
- Cuando salí de Cuba (1995)
- Mississippi Masala (1991)
- Salaam Bombay! (1988)
- Children of a Desired Sex – (1987)
- India Cabaret – documentario (1985)
- So Far from India – (1982)
- Jama Masjid Street Journal (1979)

## Premios y distinciones
Premios Óscar
| Año  | Categoría                          | Película       | Resultado |
| ---- | ---------------------------------- | -------------- | --------- |
| 1989 | Mejor película de habla no inglesa | Salaam Bombay! | Nominado  |

Festival Internacional de Cine de Cannes
| Año  | Categoría   | Película       | Resultado |
| ---- | ----------- | -------------- | --------- |
| 1988 | Caméra d'or | Salaam Bombay! | Ganadora  |

Festival Internacional de Cine de Venecia
| Año  | Categoría                    | Película              | Resultado |
| ---- | ---------------------------- | --------------------- | --------- |
| 1991 | Golden Osella                | Mississippi Masala    | Ganadora  |
| 1991 | Golden Ciak - Mejor película | Mississippi Masala    | Ganadora  |
| 2001 | León de Oro                  | La boda del Monzón    | Ganadora  |
| 2001 | Premio Lanterna Magica       | La boda del Monzón    | Ganadora  |
| 2002 | Premio UNESCO                | 11'09"01 September 11 | Ganadora  |

- Premio Nacional de Cine al Mejor Largometraje en hindi por Salaam Bombay (1989)